# Метасинтаксична змінна
Метасинтаксична змінна, метазмінна — це конкретне слово або набір слів, визначений як змінна у інформатиці та, зокрема, в комп’ютерному програмуванні . Ці слова зазвичай зустрічаються у вихідному коді і призначені для зміни або заміни перед використанням у реальному світі. Слова foo і bar є хорошими прикладами, оскільки вони використовуються в понад 330 запитах цільової групи Internet Engineering для коментарів, документах, які визначають основні інтернет-технології, такі як HTTP (веб), TCP/IP та протоколи електронної пошти .  
За математичною аналогією метасинтаксична змінна - це слово, яке є змінною для інших слів, так само як в алгебрі літери використовуються як змінні для чисел. 
Метасинтаксичні змінні використовуються для іменування сутностей, таких як змінні, функції та команди, точна ідентичність яких не важлива, і служать лише для демонстрації концепції, яка корисна для навчання програмуванню.

## Поширені метасинтаксичні змінні
Оскільки англійська мова є основною мовою, або lingua franca, для більшості мов комп’ютерного програмування, ці змінні часто зустрічаються навіть у програмах і прикладах програм, написаних для іншої розмовної аудиторії.
Однак типові назви можуть залежати від субкультури та аудиторії, що склалася навколо даної мови програмування .

### Загальне використання
Метасинтаксичні змінні, які зазвичай використовуються в усіх мовах програмування, включають foobar, foo, bar, baz, qux, quux, quuz, corge, grault, garply, waldo, fred, plugh, xyzzy і thud ; кілька з цих слів є посиланнями на гру Colossal Cave Adventure .   Wibble, wobble, wubble і flob також використовуються у Великій Британії. 
Повне посилання можна знайти в книзі MIT Press під назвою The Hacker's Dictionary .
Японська мова
У японській мові hoge (ほげ)  і piyo (ぴよ), а іншими поширеними словами та варіантами є fuga (ふが), hogera (ほげら) і hogehoge (ほげほげ).   Зверніть увагу, що -ra є множинним закінченням в японській мові, а для множини також використовується дублювання. Походження hoge як метасинтаксичної змінної невідоме, але вважається, що воно датується початком 1980-х років. 
Французька мова
У Франції широко використовується слово toto, з варіантами tata, titi, tutu як пов’язаними змінними. Одним із поширених джерел використання toto є посилання на стандартний символ, який використовується, щоб розповідати жарти з Tête à Toto .

## Приклади використання
С

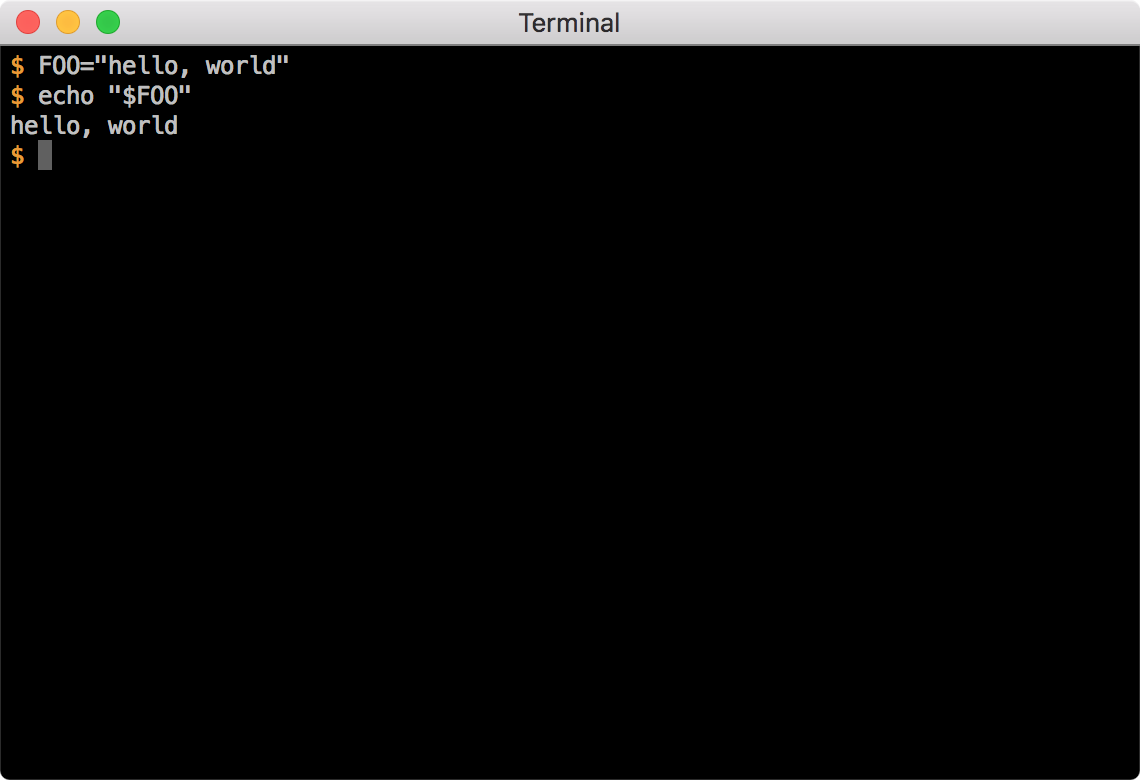
Знімок екрана метасинтаксичної змінної FOO, призначеної та відтвореної в інтерактивному сеансі оболонки.

У наступному прикладі ім'я функції foo і рядок імені змінної є метасинтаксичними змінними. Рядки, що починаються з "//", є коментарями.
```
// The function named foo

int
 
foo
(
void
)

{

  
// Declare the variable bar and set the value to 1

  
int
 
bar
 
=
 
1
;

  
return
 
bar
;

}

```

С++

Прототипи функцій із прикладами різних механізмів передачі аргументів 
```
void
 
Foo
(
Fruit
 
bar
);

void
 
Foo
(
Fruit
*
 
bar
);

void
 
Foo
(
const
 
Fruit
&
 
bar
);

```

Приклад, що показує можливості перевантаження функцій мови C++
```
void
 
Foo
(
int
 
bar
);

void
 
Foo
(
int
 
bar
,
 
int
 
baz
);

void
 
Foo
(
int
 
bar
,
 
int
 
baz
,
 
int
 
qux
);

```

### Python
Spam, ham і eggs є основними метасинтаксичними змінними, які використовуються в мові програмування Python .  Це посилання на відомий комедійний скетч « Спам », написаний Монті Пайтоном, епонімом мови.  У наступному прикладі spam, ham і eggs є метасинтаксичними змінними, а рядки, що починаються на #, є коментарями.
```
# Define a function named spam

def
 
spam
():

  
# Define the variable ham

  
ham
 
=
 
"Hello World!"

  
# Define the variable eggs

  
eggs
 
=
 
1

  
return

```

### IETF Запити на коментарі
І RFC IETF, і мови комп’ютерного програмування відображаються у вигляді простого тексту, що робить необхідним розрізняти метасинтаксичні змінні за умовами найменування, оскільки це не буде очевидно з контексту.
Ось приклад з офіційного документа IETF, що пояснює протоколи електронної пошти (з RFC 772 - цитується в RFC 3092 ):
```
 All is well; now the recipients can be specified.

     S: MRCP TO:<Foo@Y> <CRLF>
     R: 200 OK

     S: MRCP TO:<Raboof@Y> <CRLF>
     R: 553  No such user here

     S: MRCP TO:<bar@Y> <CRLF>
     R: 200 OK

     S: MRCP TO:<@Y,@X,fubar@Z> <CRLF>
     R: 200 OK

  Note that the failure of "Raboof" has no effect on the storage of
  mail for "Foo", "bar" or the mail to be forwarded to "fubar@Z"
  through host "X".
```

(Документація для texinfo підкреслює відмінність між метазмінними і простими змінними, які використовуються в мові програмування, задокументовані в якомусь файлі texinfo як: «Використовуйте команду @var для вказівки метасинтаксичних змінних. Метасинтаксична змінна — це щось, що означає інший фрагмент тексту. Наприклад, ви повинні використовувати метасинтаксичну змінну в документації функції для опису аргументів, які передаються цій функції. Не використовуйте @var для імен певних змінних у мовах програмування. Це конкретні назви програми, тому @code підходить для них.»  )
Інший момент, відображений у наведеному вище прикладі, — це умова, що метазмінна має бути рівномірно замінена одним і тим же екземпляром у всіх його проявах у даній схемі. Це на відміну від нетермінальних символів у формальних граматиках, де нетермінальні символи праворуч від продукції можуть бути замінені різними екземплярами. 

## Приклад даних

### SQL
Зазвичай ім’я ACME використовується в прикладі баз даних SQL і як змінна для назви компанії з метою навчання. Термін «база даних ACME» зазвичай використовується для позначення навчального або прикладного набору даних бази даних, що використовуються виключно для навчання або тестування. ACME також зазвичай використовується в документації, яка показує приклади використання SQL, звичайну практику в багатьох навчальних текстах, а також технічній документації таких компаній, як Microsoft і Oracle .   